# Distretto di Sidi M'Hamed Ben Ali
Il distretto di Relizane è un distretto della Provincia di Relizane, in Algeria.

## Comuni
Il distretto comprende 3 comuni:
- Sidi M'Hamed Ben Ali
- Beni Zentis
- Mediouna